# Scaptesyle equidistans
Scaptesyle equidistans là một loài bướm đêm thuộc phân họ Arctiinae, họ Erebidae.